# Intellighenzia (Marvel Comics)
Intellighenzia (Intelligencia) è un immaginario gruppo di personaggi che compare nei fumetti pubblicati negli Stati Uniti d'America dalla Marvel Comics; è formato dalle migliori menti criminali dell'Universo Marvel. Ha esordito nel one-shot La caduta degli Hulks: Alpha. Il nome deriva dal termine russo coniato per indicare l'élite culturale.

## Storia
L'intellighenzia nacque da un'iniziativa del Capo come un collettivo irregolare che raccoglieva e condivideva informazioni. Inizialmente aveva lo scopo di ottenere una maggiore conoscenza recuperando e assimilando antichi testi e manufatti sopravvissuti all'incendio della Biblioteca di Alessandria e ora nascosti in varie parti del mondo. La loro prima missione consistette nel trafugare i volumi custoditi ad Olimpia, la cittadella degli Eterni. Nel frattempo i vari componenti del gruppo perseguivano le loro carriere criminali individuali e, perché gli Eroi non li collegassero l'uno con l'altro, aiutavano occasionalmente altri criminali. Molti eventi dell'Universo Marvel sono riconducibili a degli esperimenti dell'Intellighenzia. Un loro studio sui meteoriti di vibranio ha attirato sulla Terra l'Arcano e sono sempre loro ad aver rivitalizzato il simbionte Venom. In seguito al tradimento del Dottor Destino, che venne meno al patto di collaborazione tenendo per sé tutti i testi recuperati dal collettivo, l'Intellighenzia attraversò un periodo di inattività. In seguito, su impulso del Capo e di MODOK, il gruppo riprese ad operare, ponendo in essere un piano a lungo termine orientato al controllo globale. L'Intellighenzia è responsabile della creazione di Bomba-A, Hulk Rosso e She-Hulk Rossa.

## Membri
- Capo: creatore principale del collettivo
- Wizard: membro e leader dei Terribili Quattro:
  - Trapster
  - Klaw
  - Lyra
- Dottor Destino: membro "esterno" che non partecipava alle missioni sul campo ma si limitava a custodire e difendere ciò che veniva recuperato dagli altri. Tradisce il collettivo tenendo per sé tutti i testi alessandrini. In seguito diventa bersaglio dei piani dei suoi ex colleghi.
- Testa d'Uovo (deceduto)
- MODOK: viene reclutato per sostituire Testa d'Uovo dopo la sua dipartita
- Fantasma Rosso
- Pensatore Pazzo